# Opéra Royal de Wallonie
L'Opéra Royal de Wallonie è il teatro dell'opera di Liegi, Belgio, uno dei quattro esistenti nel paese.

## Storia
Nel 1816, il re Guglielmo I dei Paesi Bassi cedette alla città di Liegi il suolo e gli edifici del vecchio convento dei domenicani a condizione che vi venisse edificato un teatro.
La prima pietra venne posta nel luglio 1818. Costruito secondo il progetto dell'architetto Auguste Duckers, il teatro in stile neoclassico ha una forma di un parallelepipedo. La facciata principale è decorata con un colonnato in marmo, limitato da una balaustra e sormontato da un timpano.

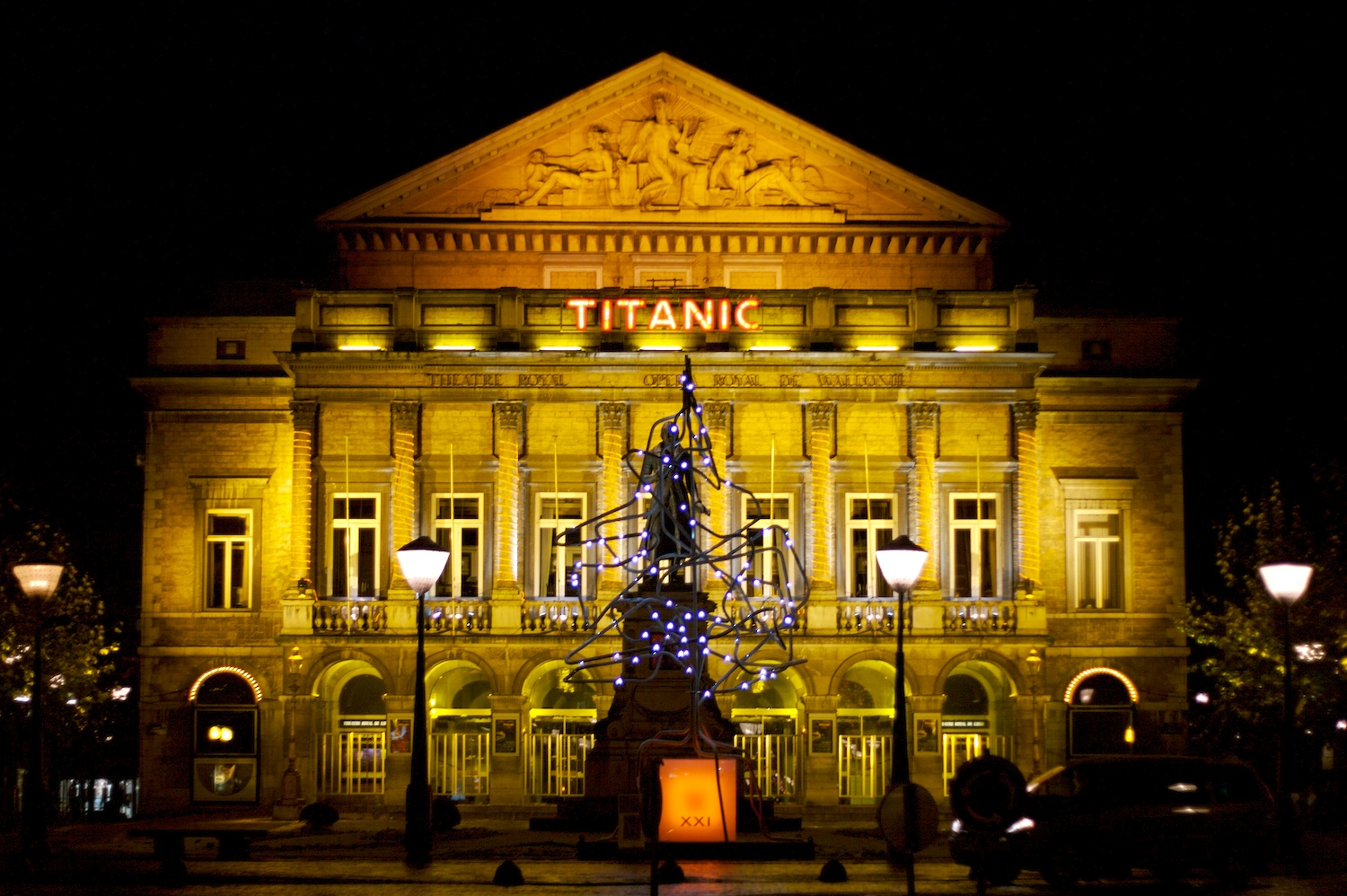
"L'Opéra" di notte

Il Théâtre Royal de Liège venne inaugurato il 4 novembre 1820 e divenne proprietà della città nel 1852. La statua posta nella piazza antistante il teatro rappresenta il musicista André Grétry, opera dello scultore Guillaume Geefs. Il cuore del musicista vi fu deposto nel 1842.